# Доктор Плонкъ
Доктор Плонк — австралийский чёрно-белый немой научно-фантастический комедийный фильм.
Сценарист и режиссёр Рольф де Хир.
Премьера состоялась на кинофестивале в Аделаиде, Австралия в 2007 году с живым аккомпанементом.
Фильм был также показан на презентации Национального архива фото- и аудиодокументов в Австралии, в августе 2007 года. Вышел в кинотеатрах на 30 августа 2007 года.

## Сюжет
В 1907 году Доктор Плонк, ученый и изобретатель, определяет, что миру придет конец через 101 год.
За это он был высмеян коллегами.
Чтобы найти доказательства своей правоты, Плонк создаёт машину времени и совершает несколько путешествий.

## Прием
Фильм собрал $83,450 в Австралии.

### Награды
| Награда                                  | Категория                             | Тема           | Результат |
| ---------------------------------------- | ------------------------------------- | -------------- | --------- |
| Австралийское Общество Кинематографистов | Серебро за лучшую операторскую работу | Джадд Овертона | Победа    |
| Кинокритики Австралии                    | Лучшая Музыка                         | Тардифа Грэм   | Номинация |